# 捷尔佩尼耶湾
捷尔佩尼耶湾（俄語：Залив Терпения）亦稱多来加湾（日语：／）或耐心湾（英語：Gulf of Patience），是俄羅斯库页岛南海岸的一个海湾，波羅奈河注入其中，波罗奈斯克是沿岸主要港口。海湾的东界是捷尔佩尼耶半岛。海湾长65公里，宽约130公里，深达50米，冬季结冰。生物资源丰富，有大马哈鱼和粉红鲑。1643年，荷兰航海家马丁·黑利德松·弗里斯首先发现此湾。桦太东线沿此湾的西岸修建。

## 引用
1. 1 2  В. Д. Голубчикова, З. И. Хвтисиашвили, Е. Р. Акбальян. . 2004: 943. ISBN 5-98797-001-6.
2. ↑  . （原始内容存档于2022-12-05）.